# Basílica de Sant'Eustorgio

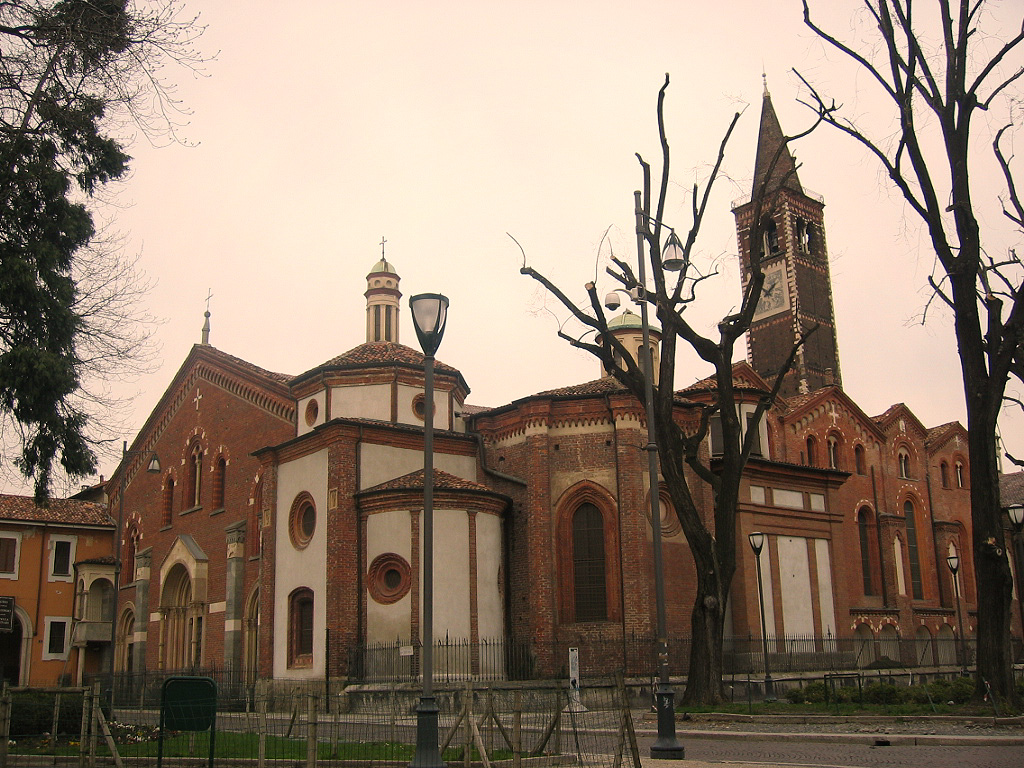
Basílica de Sant'Eustorgio.

A Basílica de Sant'Eustorgio é uma igreja católica da cidade de Milão, na Itália.
Durante muito tempo foi um destino de peregrinos, já que era considerada o local da tumba dos Reis Magos. Foi fundada em torno do século IV, dedicada a Santo Eustórgio, bispo de Milão, a quem se atribui a transferência das relíquias dos Reis Magos. Mais tarde for reconstruída em estilo românico, e quando Milão foi saqueada por Frederico Barba-Ruiva as relíquias foram confiscadas e levadas para Colônia. Em 1904 alguns fragmentos delas foram devolvidos a Sant'Eustorgio.
Do século XIII em diante foi a sede milanesa dos Dominicanos, que realizaram novas obras na construção. A fachada atual é uma reconstituição moderna. O interior tem três naves e uma cúpula, e da estrutura românica só restam partes da abside. Do edifício original paleocristão só se preservam os alicerces. Ao longo das naves laterais existem diversas tumbas de famílias importantes de Milão, decoradas com esculturas e afrescos de Ambrogio Bergognone e Giotto. Entre os monumentos mais notáveis da basílica está a rica Capela Portinari, o memorial fúnebre da família, com uma tumba criada por Giovanni di Balduccio que é uma das melhores obras da Renascença lombarda.